# دهستان خوشابر
دهستان خوشابر نام دهستانی در بخش مرکزی شهرستان رضوانشهر، استان گیلان در ایران است. مردم این دهستان به زبان تالشی صحبت میکنند،  حدوداً 36 روستا را در بر میگیرد. مرکز دهستان خوشابر روستای شانکاور نام دارد، رودخانه ی چافرود که از کوه‌های تالش سرچشمه می‌گیرد  پس از عبور از این دهستان به مرداب انزلی می رسد. 
بزرگترین روستای این دهستان که بزرگترین روستای شهرستان رضوان‌شهر نیز می باشد رودبارسرا (رضوانشهر) است و رودخانه چافرود از این روستا می گذرد.
براساس سرشماری مرکز آمار ایران در سال ۱۳۸۵، جمعیت این دهستان ۱۳۳۵۴ نفر (۳۳۵۱ خانوار) بوده‌است.
این دهستان دارای دو بخش جلگه ای و کوهستانی میباشد که بخش کوهستانی در فصول گرم سال و صرفا جهت خوش نشینی پذیرای جمعیت کثیری از مردم شهرستان و حتی سایر شهرهاست.